# Jakob Anton von Krosigk
Jakob Anton von Krosigk (* 20. Mai 1624 in Hohenerxleben; † 14. Juni 1704 ebenda) war Herr auf Hohenerxleben, Landrat sowie Unterdirektor der Gesamtanhaltischen Fürstentümer.

## Leben

### Herkunft
Jakob Anton stammte aus dem Adelsgeschlecht Krosigk. Er war der ältere Sohn des Gebhard Friedrich von Krosigk (1579–1630) und dessen ab 1623 zweiten Ehefrau Brigitta, geborene von Behr († 1667). Seine Geschwister waren Ludolf Lorenz von Krosigk (1627–1673) und Bertha Sophie von Krosigk (1631–1686; ⚭ Johann August von der Asseburg). Vollrad von Krosigk (1612–1660) und Matthias von Krosigk (1616–1697) waren seine Halbbrüder.

### Werdegang
Nach dem Tod seines Vaters erhielt Krosigk in der Erbteilung die ältere Hälfte von Hohenerxleben, während sein jüngerer Bruder Ludolf Lorenz die jüngere Seite erhielt. Mit knapp 16 Jahren trat er in schwedische Dienste als Kornett in das Regiment des Obristen von Behr ein. Nach Ende des Dreißigjährigen Krieges zog er sich 1648 auf sein Gut zurück und bereiste von 1651 an über längere Zeit die Niederlande und Frankreich. 1654 stellte der Große Kurfürst Friedrich Wilhelm eine Armee für den Polnisch-Schwedischen Krieg auf und gab ihm eine Kompanie seiner Garde, die er bis nach dem Friedensschluss behielt. Danach zog er sich 1661 wieder auf sein Gut zurück. 1682 wurde er zum Landrat und 1693 zum Unterdirektor der Gesamtanhaltischen Fürstentümer erwählt und blieb das bis zu seinem Tod am 14. Juni 1704.

### Familie
Krosigk verheiratete sich 1659 mit Bertha Sophie von Alversleben († 1663) aus dem Hause Hundisburg. Nach ihrem Tod ehelichte er im Jahr 1665 Freda Dorothea von Schlegel († 1679) aus dem Hause Merzien. Dieser Ehe entstammte Johann Adolf von Krosigk (1666–1728). Er war in erster Ehe mit Sophie von Schlegel († 1716) und nach deren Tod seit 1718 mit Marie Antoinette von Krosigk (1696–1759), einer Tochter von Bernhard Friedrich von Krosigk (1656–1714), verheiratet.